# عانوبة إبرية
عانوبة إبرية (الاسم العلمي:Rhagodia acicularis) هي نوع من النباتات يتبع جنس العانوبة من الفصيلة القطيفية.